# Pedilophorus lewisi
Pedilophorus lewisi là một loài bọ cánh cứng trong họ Byrrhidae. Loài này được Broun miêu tả khoa học năm 1907.